# Montceaux-lès-Vaudes
Montceaux-lès-Vaudes település Franciaországban, Aube megyében. Lakosainak száma 246 fő (2022. január 1.). Montceaux-lès-Vaudes Cormost, Les Loges-Margueron, Rumilly-lès-Vaudes és Vaudes községekkel határos.

## Népesség
A település népessége az elmúlt években az alábbi módon változott:
| Lakosok száma | 202  | 232  | 223  | 241  | 262  | 251  | 256  | 264  | 256  | 246  |
|               | 1968 | 1982 | 1990 | 2006 | 2013 | 2015 | 2017 | 2019 | 2020 | 2022 |